# Abschruten (Kirchspiel Willuhnen)
Abschruten (Kirchspiel Willuhnen), 1938 bis 1945: Schruten, litauisch Opšriūtai, ist ein verlassener Ort im Rajon Krasnosnamensk der russischen Oblast Kaliningrad.
Die Ortsstelle befindet sich neun Kilometer östlich von Dobrowolsk (Pillkallen/Schloßberg) an einem Weg, der bei der Ortsstelle des ehemaligen Dorfes Willuhnen von der Regionalstraße 27A-012 (ex R 509) nach Süden abzweigt.

## Geschichte

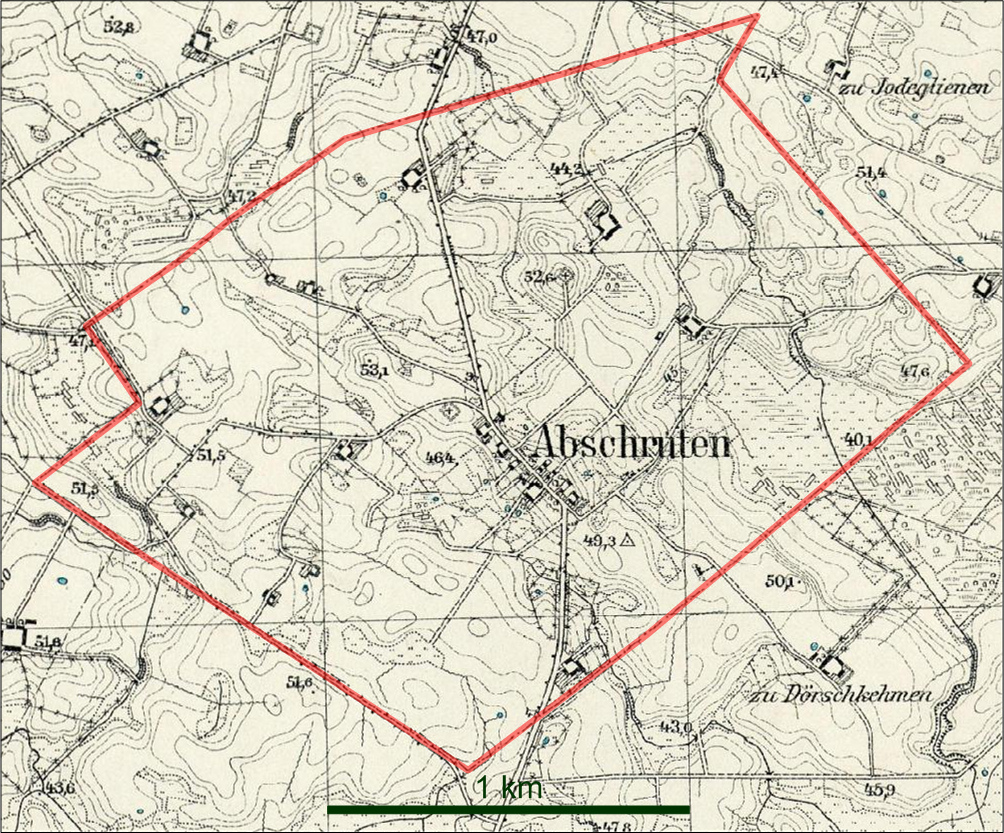
Die Landgemeinde Abschruten (Kirchspiel Willuhnen) auf einem Messtischblatt von 1931

Um 1780 war Abschruthen ein königliches Bauerndorf. 1874 wurde die Landgemeinde Abschruten in den neu gebildeten Amtsbezirk Willuhnen im Kreis Pillkallen eingegliedert. Zur Unterscheidung eines weiteren Ortes namens Abschruten im Kreis Pillkallen, der zum Kirchspiel Mallwischken gehörte, bekam dieser Ort den Namenszusatz Kirchspiel Willuhnen. 1938 wurde Abschruten (Kirchspiel Willuhnen) in Schruten umbenannt. 1945 kam der Ort in Folge des Zweiten Weltkrieges mit dem nördlichen Ostpreußen zur Sowjetunion. Einen russischen Namen erhielt er nicht mehr.

### Einwohnerentwicklung
| Jahr | Einwohner |
| ---- | --------- |
| 1867 | 165       |
| 1871 | 167       |
| 1885 | 166       |
| 1905 | 138       |
| 1910 | 130       |
| 1933 | 118       |
| 1939 | 118       |

## Kirche
Abschruten (Kirchspiel Willuhnen)/Schruten gehörte zum evangelischen Kirchspiel Willuhnen.